# Megaselia khaghaniniai
Megaselia khaghaniniai (лат.) — вид мелких мух-горбаток рода Megaselia из подсемейства Metopininae (двукрылые горбатки). Эндемик Ирана.

## Распространение
Центральная Азия, Иран (провинция Западный Азербайджан, Khoy city, Pere region, 38°41.719’ N, 44°54.041’ E, высота 1405 м).

## Описание
Мелкие мухи длиной около 1 мм (крылья 2,32 мм). Лоб с многочисленными, но тонкими миротрихиями. Щека с 1 щетинкой. Щупики жёлтые. Ноги желтовато-коричневые. Грудь коричневая с 3 нотоплевральными щетинками, без расщелины перед ними. Мезоплевры без волосков. Брюшко сверху коричневое (снизу светлее), с многочисленными волосками. Жужжальца коричневые. Вид был впервые описан в 2019 году иранскими энтомологами Р. Н. Хамени с коллегами (Khameneh R. N., S. Khaghaninia, N. Maleki-Ravasan; University of Tabriz, Тебриз, Иран) и британским диптерологом Генри Диснеем (R. Henry L. Disney; Department of Zoology, Кембриджский университет, Кембридж, Великобритания). Видовое название дано в честь профессора Samad Khaghaninia, собравшего типовую серию.